# Biografielijst Jn

## Jne
- Sheikh Fawaz Jneid (1964), Syrisch imam